# Een klein beetje geluk (lied)
Een klein beetje geluk is een lied van de Marokkaans-Nederlandse rapper Ali B in samenwerking met de Nederlandse rapper Sevn Alias en de Algerijns-Franse rapper Boef. Het werd in 2016 als single uitgebracht en stond in hetzelfde jaar als derde track op het gelijknamige album van Ali B.

## Achtergrond
Een klein beetje geluk is geschreven door Julien Willemsen, Ali Bouali, Glen Faria, Sevaio Mook en Sofiane Boussaadia en geproduceerd door Jack $hirak. Het is een nummer uit het genre nederhop. In het lied rappen de artiesten over hun jeugd en de weg naar succes die ze hebben afgelegd. Het nummer was onderdeel van de soundtrack van de film Black. Het lied werd bij radiozender FunX uitgeroepen tot DiXte track van de week. De single heeft in Nederland de gouden status.
Het is de eerste keer dat de drie artiesten tegelijkertijd op een lied te horen zijn. De samenwerking werd onderling meermaals herhaald. Zo waren Ali B en Sevn Alias later nog een keer te horen op Douane en Ali B en Boef nogmaals op onder meer Voy a bailar, Slow down en Sneaky money. Sevn Alias en Boef hadden na Een klein beetje geluk samen succes met onder andere Tempo, Slapend rijk en Patsergedrag.

## Hitnoteringen
De artiesten hadden succes met het lied in de hitlijsten van Nederland. Het piekte op de 58e plaats van de Nederlandse Single Top 100 en stond vijf weken in deze hitlijst. De Nederlandse Top 40 werd niet bereikt; het kwam hier tot de veertiende plaats van de Tipparade.